# 天映亞洲頻道
天映亞洲頻道（英語：Celestial Movies Asia）是香港天映娛樂有限公司經營而擁有的一條亞洲電影頻道。

## 外部連結
- 天映亞洲頻道官方網站之網站地圖 （页面存档备份，存于）（繁體中文）（英文）